# Robert Prygiel
Robert Prygiel est un joueur polonais de volley-ball né le 17 avril 1976 à Radom. Il joue attaquant. 

## Palmarès

### Clubs
Championnat de Pologne:
- 1997
- 1994, 1995, 1996, 2002, 2009

Challenge Cup:
- 2009

Championnat de Pologne D2:
- 2013[1]